# Terminalia muelleri
Terminalia muelleri är en tvåhjärtbladig växtart som beskrevs av George Bentham. Terminalia muelleri ingår i släktet Terminalia och familjen Combretaceae. Inga underarter finns listade i Catalogue of Life.